# ローレンス・フェイ
ローレンス・フェイ（Lawrence Fay 1888年 - 1933年1月1日）はニューヨークのアイルランド系ギャング。ブルックリン生まれ。通称ラリー・フェイ。若い頃タクシードライバーとして働く傍ら、タクシー会社への狼藉や交通違反などで41回逮捕された。禁酒法の時代、タクシーを利用してモントリオールを往復してラム酒を運搬、これを売り捌いて儲けると、その金でタクシー会社を設立した。会社の用心棒に出獄したばかりのオウニー・マドゥンを雇い入れた。
1923年、マドゥンの強力な兵隊をバックにニューヨークの著名なタクシー乗り場を独占、カナダ国境とNYを往復するタクシー密輸業に精を出した。1924年ナイトクラブをオープンした。ナイトクラブの開店資金はアーノルド・ロススタインが工面したとされる。上流社交界と交流し、1925年から1929年にかけブロードウエイの寵児となった。
1933年1月1日、自身が経営するナイトクラブ、"カサブランカ"の泥酔ドアマンに、大幅な給与カットの恨みから銃で4発撃たれ、即死した。色鮮やかなオーダーメイドのスーツを着こなし、伊達男を気取った。